# Liste de cinémas protégés aux monuments historiques
Cet article recense les salles de cinéma protégées au titre des monuments historiques en France.

## Méthodologie
La liste prend en compte les salles de cinéma situées en France et inscrites ou classées au titre des monuments historiques. Elle ne concerne que les édifices dont la destination première est ou a été d'accueillir des projections cinématographiques. Dans plusieurs cas, l'activité cinématographique a cessé en 2024, et les bâtiments sont utilisés pour d'autres fins.

## Liste
| Édifice                         | Département         | Commune               | Protection        | Notice     | Coordonnées                  | Illus. |
| ------------------------------- | ------------------- | --------------------- | ----------------- | ---------- | ---------------------------- | ------ |
| L'Eden Théâtre                  | Bouches-du-Rhône    | La Ciotat             | Inscrit MH (1996) | PA13000005 | 43° 10′ 38″ N, 5° 36′ 39″ E  |        |
| Café de la Paix                 | Charente-Maritime   | La Rochelle           | Inscrit MH (2022) | PA00104875 | 46° 09′ 45″ N, 1° 09′ 08″ O  |        |
| Cinéma l'Eden                   | Charente-Maritime   | Saint-Jean-d'Angély   | Inscrit MH (1984) | PA00105179 | 45° 56′ 47″ N, 0° 31′ 25″ O  |        |
| Cinéma Rex                      | Corrèze             | Brive-la-Gaillarde    | Inscrit MH (2005) | PA19000018 | 45° 09′ 28″ N, 1° 31′ 47″ E  |        |
| Cinéma Eldorado                 | Côte-d'Or           | Dijon                 | Inscrit MH (1986) | PA00112260 | 47° 18′ 52″ N, 5° 02′ 56″ E  |        |
| Cinéma-dancing                  | Côtes-d'Armor       | Saint-Quay-Portrieux  | Inscrit MH (1995) | PA00135258 | 48° 39′ 01″ N, 2° 49′ 53″ O  |        |
| Cinéma l'Ambiance               | Eure-et-Loir        | Senonches             | Inscrit MH (2003) | PA28000015 | 48° 33′ 42″ N, 1° 01′ 58″ E  |        |
| Hôtel du Louvre                 | Gard                | Nîmes                 | Inscrit MH (2011) | PA30000084 | 43° 49′ 56″ N, 4° 21′ 41″ E  |        |
| Le Colisée                      | Gard                | Nîmes                 | Inscrit MH (2015) | PA30000118 | 43° 50′ 19″ N, 4° 21′ 49″ E  |        |
| La Tourasse                     | Haute-Garonne       | Rieux-Volvestre       | Inscrit MH (1990) | PA00094671 | 43° 15′ 26″ N, 1° 12′ 03″ E  |        |
| UGC Toulouse                    | Haute-Garonne       | Toulouse              | Inscrit MH (1974) | PA00094586 | 43° 36′ 20″ N, 1° 26′ 53″ E  |        |
| Cinéma Rex                      | Gironde             | Bordeaux              | Inscrit MH (1976) | PA00083164 | 44° 51′ 14″ N, 0° 35′ 36″ O  |        |
| Cinéma Splendid                 | Gironde             | Langoiran             | Inscrit MH (2002) | PA33000065 | 44° 42′ 33″ N, 0° 24′ 03″ O  |        |
| Cinéma expérimental Panrama     | Hérault             | Clapiers              | Inscrit MH (2015) | PA34000105 | 43° 38′ 47″ N, 3° 53′ 46″ E  |        |
| Cinéma Pathé                    | Hérault             | Montpellier           | Inscrit MH (1996) | PA34000007 | 43° 36′ 39″ N, 3° 52′ 50″ E  |        |
| Rockstore                       | Hérault             | Montpellier           | Inscrit MH (2007) | PA00103532 | 43° 36′ 23″ N, 3° 52′ 53″ E  |        |
| Le Trianon                      | Lozère              | Mende                 | Inscrit MH (1984) | PA00103880 | 44° 31′ 09″ N, 3° 30′ 00″ E  |        |
| Cinéma-opéra                    | Marne               | Reims                 | Inscrit MH (1981) | PA00078778 | 49° 15′ 14″ N, 4° 01′ 38″ E  |        |
| Cinéma Éden                     | Nièvre              | Cosne-Cours-sur-Loire | Inscrit MH (1999) | PA58000013 | 47° 24′ 36″ N, 2° 55′ 26″ E  |        |
| Cinéma Le Palace                | Nord                | Valenciennes          | Inscrit MH (2019) | PA59000201 | 50° 21′ 19″ N, 3° 31′ 41″ E  |        |
| Le Castillet                    | Pyrénées-Orientales | Perpignan             | Inscrit MH (1997) | PA66000004 | 42° 42′ 05″ N, 2° 53′ 41″ E  |        |
| Aubette                         | Bas-Rhin            | Strasbourg            | Classé MH (1929)  | PA00085014 | 48° 35′ 02″ N, 7° 44′ 45″ E  |        |
| Cosmos                          | Bas-Rhin            | Strasbourg            | Inscrit MH (1990) | PA00085283 | 48° 34′ 57″ N, 7° 44′ 45″ E  |        |
| Pathé Vaise                     | Lyon                | 9e arrondissement     | Inscrit MH (2003) | PA69000017 | 45° 47′ 14″ N, 4° 48′ 41″ E  |        |
| Le Grand Rex                    | Paris               | 2e arrondissement     | Inscrit MH (1981) | PA00086015 | 48° 52′ 14″ N, 2° 20′ 52″ E  |        |
| Le Champo - Espace Jacques-Tati | Paris               | 5e arrondissement     | Inscrit MH (2000) | PA75050004 | 48° 51′ 00″ N, 2° 20′ 35″ E  |        |
| La Pagode                       | Paris               | 7e arrondissement     | Classé MH (1990)  | PA00088680 | 48° 51′ 06″ N, 2° 18′ 59″ E  |        |
| UGC Normandie                   | Paris               | 8e arrondissement     | Inscrit MH (2005) | PA00088893 | 48° 52′ 21″ N, 2° 18′ 01″ E  |        |
| Le Palace                       | Paris               | 9e arrondissement     | Classé MH (1976)  | PA00088995 | 48° 52′ 20″ N, 2° 20′ 36″ E  |        |
| Le Louxor                       | Paris               | 10e arrondissement    | Inscrit MH (1981) | PA00086484 | 48° 52′ 00″ N, 2° 20′ 59″ E  |        |
| Théâtre libre                   | Paris               | 10e arrondissement    | Inscrit MH (1981) | PA00086483 | 48° 52′ 11″ N, 2° 21′ 17″ E  |        |
| Cirque d'Hiver                  | Paris               | 11e arrondissement    | Inscrit MH (1975) | PA00086530 | 48° 51′ 48″ N, 2° 22′ 03″ E  |        |
| Théâtre des Gobelins            | Paris               | 13e arrondissement    | Inscrit MH (1977) | PA00086604 | 48° 50′ 00″ N, 2° 21′ 17″ E  |        |
| Théâtre Le Ranelagh             | Paris               | 16e arrondissement    | Inscrit MH (1975) | PA00086712 | 48° 51′ 16″ N, 2° 16′ 40″ E  |        |
| Élysée-Montmartre               | Paris               | 18e arrondissement    | Inscrit MH (1988) | PA00086757 | 48° 52′ 59″ N, 2° 20′ 36″ E  |        |
| Le Trianon                      | Paris               | 18e arrondissement    | Inscrit MH (1982) | PA00086759 | 48° 52′ 58″ N, 2° 20′ 35″ E  |        |
| La Ferme du Buisson             | Seine-et-Marne      | Noisiel               | Inscrit MH (1986) | PA00087170 | 48° 50′ 38″ N, 2° 37′ 28″ E  |        |
| Cinémovida                      | Vaucluse            | Apt                   | Inscrit MH (1996) | PA84000001 | 43° 52′ 30″ N, 5° 23′ 47″ E  |        |
| Ancien cinéma                   | Vaucluse            | L'Isle-sur-la-Sorgue  | Inscrit MH (2011) | PA84000065 | 43° 55′ 09″ N, 5° 03′ 09″ E  |        |
| Théâtre du Garde-Chasse         | Seine-Saint-Denis   | Les Lilas             | Inscrit MH (1990) | PA00079969 | 48° 52′ 54″ N, 2° 25′ 12″ E  |        |
| Le Trianon                      | Seine-Saint-Denis   | Romainville           | Inscrit MH (1997) | PA93000009 | 48° 53′ 02″ N, 2° 26′ 28″ E  |        |
| Cinéma Royal Palace             | Val-de-Marne        | Nogent-sur-Marne      | Inscrit MH (1990) | PA00079923 | 48° 50′ 18″ N, 2° 29′ 22″ E  |        |
| Le Palace (de)                  | Val-d'Oise          | Beaumont-sur-Oise     | Inscrit MH (1990) | PA00135717 | 49° 08′ 29″ N, 2° 16′ 59″ E  |        |
| Cinéma Renaissance              | Guadeloupe          | Pointe-à-Pitre        | Inscrit MH (2009) | PA97100061 | 16° 14′ 13″ N, 61° 32′ 01″ O |        |